# Florence Mahoney
Florence Mahoney (Asi Florence Kezia Omolara Mahoney, geb. als Asi Florence Peters am 6. Januar 1929 in Bathurst, Britisch-Gambia) ist eine gambische Historikerin und Hochschullehrerin. Mahoney erwarb sie im Laufe ihrer Karriere den Ruf sich besonders gegen die Benachteiligung von Frauen in der Ausbildung einzusetzen. Sie gilt als erste promovierte gambische Frau und veröffentlichte mit ihrem Werk Stories of The Senegambia das erste Geschichtsbuch zur Geschichte Gambias aus gambischer und damit nicht-europäischer Sicht.

## Leben

### Familie
Mahoney kam als eines von fünf Kindern des Journalisten und Verlegers Lenrie Peters Senior (1894–1968) und Kezia Rosemary Peters am 6. Januar 1929 in Bathurst (heute Banjul), der Hauptstadt der Kolonie Britisch-Gambias, zur Welt. Ihre Eltern sind der Gruppe der Aku zuzurechnen. Unter ihren Geschwistern waren der Chirurg und Schriftsteller Lenrie Peters (1932–2009), der Schauspieler Dennis Alaba Peters (gest. 1996) sowie die Journalistin und Krankenschwester Bijou Peters (1927–2014).
Sie heiratete um 1954 oder 1955 den Mediziner John Mahoney (1919–2012), Sohn von Sir John Mahoney, dem ersten Parlamentssprecher des Legislativrat in der damaligen Kolonie Gambia und dessen Frau Hannah Mahoney. Der Familie ihres Mannes gehörten mehrere bedeutende Personen an, die das politische Leben in Gambia prägten.
Florence Mahoney hatte mit ihrem Mann drei Söhne, Omotunde, Sola und Ayodeji (geb. 1963).

### Jugend und Ausbildung
Mahoney besuchte zunächst die Grundschule St. Mary’s Anglican School von 1935 bis 1939, anschließend besuchte sie die Methodist Girls’ High School (heute Gambia Senior Secondary School). Auf Ratschlag ihrer Schulleiterin ging sie im Anschluss 1946 nach Großbritannien auf die St. Elphin’s School bei Derbyshire, wo sie 1948 das Higher School Certificate erhielt. 1951 erwarb sie einen Bachelorabschluss mit Auszeichnung in Geschichte am Westfield College der Universität London. Dem schloss sie 1952/53 ein Diplom in Erziehungswissenschaften an Universität Oxford an.

### Promotion
1953 kehrte sie nach Gambia zurück und unterrichtete von 1956 bis 1960 mit Unterbrechungen an der Methodist Girls’ High School (bzw. ab 1959 Gambia High School). Sie erwarb sich den Ruf sich besonders gegen eine Benachteiligung bei der Ausbildung von Frauen in Gambia einzusetzen. In einem Kommentar für die Zeitung ihres Vaters, The Gambia Echo, schrieb sie 1954: „Von allen in das Vereinigte Königreich geschickten Lehrern, die ein Stipendium von der Regierung erhielten, sind fünf Männer und nur eine Frau. Gambia kann keinen Fortschritt erleben, wenn Männer ausbildet werden und Frauen ungebildet bleiben“.
Zwischenzeitlich wohnte sie mit ihrem Ehemann, der als medical officer arbeitete, in Bansang und in Wales, wo er studierte. 1960 ging sie nach London und wurde 1963 mit einer Arbeit mit dem Titel Government and Public Opinion in The Gambia: 1816 to 1901 an der School of Oriental and African Studies (SOAS) promoviert. In ihrer Arbeit untersuchte sie den Beitrag von nicht in der Politik engagierten Gambiern zur wirtschaftlichen und politischen Entwicklung Gambias. Bis heute gilt die Arbeit als wegweisend und wird bei der Erforschung gambischer Geschichte und Entwicklung zitiert. Mit ihrer Promotion war Mahoney die erste gambische Frau mit einem Ph.D.

### Engagement für den Aufbau Gambias
Nach ihrer Rückkehr nach Gambia 1964 war sie Teil des Komitees, das über die gambische Flagge und Nationalhymne beriet. Außerdem war sie an der Vorbereitung der Teilnahme Gambias am ersten World Festival of Black Arts in Dakar 1966 beteiligt. Ebenso war sie Ende der 1960er Jahre Mitgründerin der Vereinigung Friends of the National Museum, die letztlich zur Gründung des Gambia National Museum im Jahr 1985 führte. Mahoney selbst arbeitete bei der Konzeption des Museums mit.
Neben ihrem zivilgesellschaftlichen Engagement unterrichtete Mahoney weiter als Lehrerin von 1964 bis 1972 an der Gambia High School. Von 1967 bis 1972 war sie am National Scholarship Board für die Vergabe von Studienstipendien zuständig. Nach eigener Aussage lag ihr insbesondere daran, jungen Frauen den Besuch von Universitäten zu ermöglichen. Dazu wurde ein Programm aufgelegt, welches jungen Frauen in Großbritannien ein Pädagogikstudium ermöglichen sollte.

### Auslandsaufenthalte in den USA und Kongo-Brazzaville
Von 1972 bis 1973 dozierte Mahoney mittels eines Fulbright-Stipendiums Dozentin am Spelman College in Atlanta, Georgia, USA und lehrte Afrikanische Geschichte. Anschließend ging sie im März 1974 für einige Monate als Dozentin zur Pacific School of Religion in die USA. Im selben Jahr publizierte sie mit der Schullektüre Stories of The Senegambia das erste Werk zur gambischen Geschichte, das von einer Person aus Gambia – und nicht wie zuvor von Europäern – verfasst wurde. Als beispielhaft gilt, dass Mahoney ihr Werk mit der Aufzählung und Erläuterung der Ethnien Gambias beginnt und nicht, wie üblicherweise aus europäischer Sichtweise, mit der Ankunft der Europäer am Fluss Gambia.
Gemeinsam mit Patience Sonko-Godwin gehörte sie zu den ersten Gambiern, die mit wissenschaftlichen Methoden die gambische Geschichte erforschte. In den 1970er Jahren leitete sie außerdem die Einrichtung des Gambia National Archive und engagierte sich im Weltkirchenrat (World Council of Churches).
Nach ihrem Aufenthalt in den USA lebte sie bis 1979 in Kongo-Brazzaville, wo ihr Mann für die Weltgesundheitsorganisation (WHO) arbeitete. Sie selbst arbeitete für die Kommission für Glauben und Kirchenverfassung (engl. Faith and Order Commission).

### Rückkehr nach Gambia
Von 1982 bis 1985 dozierte Mahoney am Gambia College in Brikama, zudem war sie Koordinatorin für Auslandsaufenthalte. In der Zeit soll sie praktisch eine gesamte Generation von Geschichtslehrern Gambias ausgebildet haben. 1987 war sie neben Rachael Palmer, Cecilia Cole und Betty Saine eine der Gründerinnen und Direktorin der The Gambia Women’s Finance Association. In den 1980ern war sie außerdem in der All Africa Conference of Churches tätig und war von 1990 bis 1996 Präsidentin des westafrikanischen Zweigs der Mothers’ Union tätig. Außerdem war sie Mitglied des West African Examination Council (WAEC).
Seit ihrer Pensionierung betreut Mahoney vor allem Promotionen im Bereich der gambischen Geschichte, unter anderem die von Martha Fredericks veröffentlichte Dissertation zur Geschichte des Christentums in Gambia seit 1456, die als wegweisend gilt. Sie wurde 2006 in den Niederlanden veröffentlicht.

## Veröffentlichungen
- Stories of The Senegambia, 1982
- The Liberated Slave and the Question of the Return to Africa, 2001
- Creole Saga: The Gambia’s Liberated African Community in the Nineteen Century, 2007
- Gambia Studies: A Signare (Mulatto Lady), 2007